# Geir Atle Wøien
Geir Atle Wøien (ur. 26 września 1975) – norweski skoczek narciarski. Najlepsze wyniki w Pucharze Świata osiągnął w sezonie 1993/1994, kiedy zajął 37. miejsce w klasyfikacji generalnej. Startował głównie w Pucharze Kontynentalnym.

## Mistrzostwa świata juniorów
- Indywidualnie
  - 1993  Harrachov – 10. miejsce
- Drużynowo
  - 1993  Harrachov – 5. miejsce

## Puchar Świata

### Miejsca w klasyfikacji generalnej
| Sezon     | Miejsce |
| --------- | ------- |
| 1993/1994 | 37.     |

### Miejsca w poszczególnych konkursach indywidualnychPucharu Świata
| Źródło                                                                                       | Źródło  | Źródło   | Źródło     | Źródło    | Źródło     | Źródło                 | Źródło    | Źródło        | Źródło | Źródło  | Źródło  | Źródło  | Źródło  | Źródło | Źródło       | Źródło        | Źródło      | Źródło      | Źródło | Źródło | Źródło | Źródło | Źródło | Źródło | Źródło | Źródło | Źródło | Źródło | Źródło | Źródło | Źródło | Źródło | Źródło | Źródło | Źródło | Źródło | Źródło | Źródło | Źródło | Źródło | Źródło | Źródło | Źródło | Źródło | Źródło | Źródło | Źródło | Źródło | Źródło |
| -------------------------------------------------------------------------------------------- | ------- | -------- | ---------- | --------- | ---------- | ---------------------- | --------- | ------------- | ------ | ------- | ------- | ------- | ------- | ------ | ------------ | ------------- | ----------- | ----------- | ------ | ------ | ------ | ------ | ------ | ------ | ------ | ------ | ------ | ------ | ------ | ------ | ------ | ------ | ------ | ------ | ------ | ------ | ------ | ------ | ------ | ------ | ------ | ------ | ------ | ------ | ------ | ------ | ------ | ------ | ------ |
| Sezon 1993/1994                                                                              |         |          |            |           |            |                        |           |               |        |         |         |         |         |        |              |               |             |             |        |        |        |        |        |        |        |        |        |        |        |        |        |        |        |        |        |        |        |        |        |        |        |        |        |        |        |        |        |        |        |
| Planica                                                                                      | Planica | Predazzo | Courchevel | Engelberg | Oberstdorf | Garmisch-Partenkirchen | Innsbruck | Bischofshofen | Murau  | Liberec | Liberec | Sapporo | Sapporo | Lahti  | Örnsköldsvik | MŚL – Planica | Thunder Bay | Thunder Bay | punkty |        |        |        |        |        |        |        |        |        |        |        |        |        |        |        |        |        |        |        |        |        |        |        |        |        |        |        |        |        |        |
| 38                                                                                           | q       | 8        | q          | -         | q          | q                      | q         | 15            | 23     | 14      | 23      | -       | -       | -      | -            | -             | 24          | 36          | 89     |        |        |        |        |        |        |        |        |        |        |        |        |        |        |        |        |        |        |        |        |        |        |        |        |        |        |        |        |        |        |
| Legenda                                                                                      |         |          |            |           |            |                        |           |               |        |         |         |         |         |        |              |               |             |             |        |        |        |        |        |        |        |        |        |        |        |        |        |        |        |        |        |        |        |        |        |        |        |        |        |        |        |        |        |        |        |
| 1 2 3 4-10 11-30 poniżej 30 q – zawodnik nie zakwalifikował się - – zawodnik nie wystartował |         |          |            |           |            |                        |           |               |        |         |         |         |         |        |              |               |             |             |        |        |        |        |        |        |        |        |        |        |        |        |        |        |        |        |        |        |        |        |        |        |        |        |        |        |        |        |        |        |        |

### Turniej Czterech Skoczni

#### Miejsca w klasyfikacji generalnej
| Sezon     | Miejsce | Źr.   |
| --------- | ------- | ----- |
| 1993/1994 | 54.     | [ 3 ] |

## Puchar Kontynentalny

### Miejsca w klasyfikacji generalnej
| Sezon     | Miejsce |
| --------- | ------- |
| 1992/1993 | 7.      |
| 1993/1994 | 194.    |

### Miejsca na podium konkursówPucharu Kontynentalnego
1. Sprova – 20 marca 1993 (2. miejsce)
2. Kuopio – 27 marca 1993 (3. miejsce)
3. Gällivare – 4 kwietnia 1993 (3. miejsce)

### Miejsca w poszczególnych konkursachPucharu Kontynentalnego
| Sezon 1992/1993                                                               |                |                |             |         |              |             |           |           |         |           |           |          |                  |            |            |         |               |               |           |           |                  |         |         |        |          |          |                     |                     |        |        |        |           |        |        |        |        |        |        |        |        |        |        |        |        |        |        |        |        |        |        |        |        |        |        |        |        |        |        |        |        |        |
| Oberwiesenthal                                                                | Oberwiesenthal | Sankt Moritz   | Sankt Aegyd | Planica | Planica      | Wörgl       | Willingen | Willingen | Gallio  | Gallio    | Zakopane  | Szczyrk  | Titisee-Neustadt | Schönwald  | Chamonix   | Oberhof | Sprova        | Sprova        | Kuopio    | Gällivare | Gällivare        | punkty  | punkty  | punkty | punkty   | punkty   | punkty              | punkty              | punkty | punkty | punkty | punkty    | punkty | punkty | punkty | punkty | punkty | punkty | punkty | punkty | punkty | punkty | punkty | punkty | punkty | punkty | punkty | punkty | punkty | punkty | punkty | punkty | punkty | punkty | punkty | punkty | punkty | punkty | punkty | punkty | punkty |
| 10                                                                            | -              | 19             | 19          | 9       | 15           | 17          | 22        | 17        | 7       | 8         | -         | -        | -                | -          | -          | 4       | 6             | 2             | 3         | 16        | 3                | 103     | 103     | 103    | 103      | 103      | 103                 | 103                 | 103    | 103    | 103    | 103       | 103    | 103    | 103    | 103    | 103    | 103    | 103    | 103    | 103    | 103    | 103    | 103    | 103    | 103    | 103    | 103    | 103    | 103    | 103    | 103    | 103    | 103    | 103    | 103    | 103    | 103    | 103    | 103    | 103    |
| Sezon 1993/1994                                                               |                |                |             |         |              |             |           |           |         |           |           |          |                  |            |            |         |               |               |           |           |                  |         |         |        |          |          |                     |                     |        |        |        |           |        |        |        |        |        |        |        |        |        |        |        |        |        |        |        |        |        |        |        |        |        |        |        |        |        |        |        |        |        |
| Lillehammer                                                                   | Lillehammer    | Oberwiesenthal | Lauscha     | Wörgl   | Sankt Moritz | Sankt Aegyd | Gallio    | Sapporo   | Sapporo | Willingen | Willingen | Ironwood | Ironwood         | Ruhpolding | Saalfelden | Planica | Iron Mountain | Iron Mountain | Ishpeming | Schönwald | Titisee-Neustadt | Calgary | Calgary | Zaō    | Zakopane | Zakopane | Szczyrbskie Jezioro | Szczyrbskie Jezioro | Sprova | Sprova | Ruka   | Rovaniemi | punkty |        |        |        |        |        |        |        |        |        |        |        |        |        |        |        |        |        |        |        |        |        |        |        |        |        |        |        |        |
| 38                                                                            | 57             | -              | -           | -       | -            | -           | -         | -         | -       | 44        | -         | -        | -                | -          | -          | -       | -             | -             | -         | -         | -                | -       | -       | -      | -        | -        | -                   | -                   | 18     | 25     | -      | -         | 19     |        |        |        |        |        |        |        |        |        |        |        |        |        |        |        |        |        |        |        |        |        |        |        |        |        |        |        |        |
| Legenda                                                                       |                |                |             |         |              |             |           |           |         |           |           |          |                  |            |            |         |               |               |           |           |                  |         |         |        |          |          |                     |                     |        |        |        |           |        |        |        |        |        |        |        |        |        |        |        |        |        |        |        |        |        |        |        |        |        |        |        |        |        |        |        |        |        |
| 1 2 3 4-10 11-30 poniżej 30 dq – dyskwalifikacja - – zawodnik nie wystartował |                |                |             |         |              |             |           |           |         |           |           |          |                  |            |            |         |               |               |           |           |                  |         |         |        |          |          |                     |                     |        |        |        |           |        |        |        |        |        |        |        |        |        |        |        |        |        |        |        |        |        |        |        |        |        |        |        |        |        |        |        |        |        |